# 백각형
백각형(百角形)은 변이 100개인 다각형이다. 백각형의 내각의 합은 17640이고, 백각형의 한 각의 크기는 176.4도이므로, 한 외각의 크기는 3.6도이다.

백각형